# Austrolimnophila pristina
Austrolimnophila pristina là một loài ruồi trong họ Limoniidae. Chúng phân bố ở miền Australasia.